# 郑虎文
鄭虎文（1714年—1784年），字炳也，號誠齋（一作城齋），浙江秀水人。
生於康熙五十三年（1714年），乾隆七年（1742年）壬戌科进士。由庶吉士授编修。歷官左赞善、提督湖南、广东学政。三次擔任顺天乡试同考官。乾隆四十九年（1784年）卒。有《吞松阁集》。 